# 兵庫県立農業高校入試改ざん事件
兵庫県立農業高校入試改ざん事件（ひょうごけんりつのうぎょうこうこうにゅうしかいざんじけん）は、1991年に起きた事件。

## 概要

### 発覚まで
1991年3月15日に兵庫県立農業高等学校の入学試験が行われる。この翌16日に採点が行われる。ここである受験者の数学の証明問題が、シャープペンシルの弱々しい筆運びで途中まで書かれていたのが、突然濃い鉛筆書きになっているのが発見される。これは途中からが空欄になっていた答案用紙が誰かによって書き加えられたと疑われる。合否判定委員会の委員長でもあった校長が、これを外に出さず内部の問題にすることを望み、委員会では様々な意見が出たが、明らかに改ざんされていると認められている答は採点から外すという措置を取った。これを兵庫県教育委員会に報告するかの動議が行われ、報告しないことが決まった。

### 事件の究明
これは後に内部告発され、3月21日からの新聞の記事に載り、捜査により明らかとなる。
校長は受験生の保護者の一部から、兵庫県議会議員や卒業生や教育委員会の有力者等を介して合格するよう便宜を図ってもらいたいと依頼され、応じれば校長としての実力を誇示でき、学校運営でも有力者の協力を得やすくなると考え応じる。
3月13日の昼に校長が3名の教諭を呼び出して、改ざんを持ちかけていた。まず2人の教諭が呼ばれ、このうちの1人は協力することを渋ったため校長室から退出させ、もう1人は嫌がったが説得すれば協力するだろうと思い校長室に残す。それからもう1人別の教諭を校長室に呼び出し改ざんを持ちかけたところ了解し、それから校長室に残っていたもう1人の教諭に説得したところ同調せざるを得ない気持ちになり了承する。このことで3人の共謀が成立する。
3人は試験終了後の3月15日午後7時ごろ、校長室において金庫に保管中の答案用紙を取り出し、そこから10人分の解答用紙の計44枚を取り出し、鉛筆で空白になっている解答欄に記入したり、記載されていた答を消去して鉛筆で記入するなどをした。これで公用文書等毀棄罪と有印私文書偽造が成立する。
1991年9月19日、神戸地方裁判所で判決が下され、校長は懲役2年6ヶ月執行猶予4年、2人の教諭は懲役1年6ヶ月執行猶予3年となる。

### この事件からの展開
この事件から新聞の取材により、同年の公立高校入試では計47校で82人分の不正や、兵庫県議会議員秘書が10年前から公立高校入試で不正をしていたと認めたことなどが明らかとなる。これに対して兵庫県教育委員会教育長は、これらを認めて陳謝はしたものの、実態を明らかにせず行政法上の責任も問われず、兵庫県立農業高等学校の3人以外は不起訴処分となった。神戸検察審査会は不起訴を不当としたが、検察は違反としたものの、個人を特定できなかったためや、長年にわたる慣行や、これで判定が覆った例は無い等を理由に起訴猶予処分にした。11人の校長と7人の議員が事情聴取を受け、依頼者は特定されていたが、高校と受験生が特定できていないとして不起訴処分にしていた。